# Pamela Martin
Pamela Martin is een Amerikaanse filmeditor.

## Loopbaan
Martin staat als filmmonteur bekend om haar werk aan The Fighter (2010), Battle of the Sexes (2017) en  King Richard (2021). Ze werd bij de 83ste Oscaruitreiking genomineerd voor een Oscar voor beste montage, voor haar werk aan The Fighter. Ook werd Martin genomineerd voor een American Cinema Editors "Eddie" Award voor Little Miss Sunshine in 2007 en The Fighter in 2011. Ze was ook lid van de dramatische jury op het Sundance Film Festival in 2007 en is geselecteerd als lid van de American Cinema Editors.

## Filmografie

### Films
- Spanking the Monkey (1994)
- Ed's Next Move (1996)
- The Substance of Fire (1996)
- The House of Yes (1997)
- Amnesia (1997)
- Slums of Beverly Hills (1998)
- Gun Shy (2000)
- How to Kill Your Neighbor's Dog (2000)
- Bubble Boy (2001)
- Warning: Parental Advisory (2002)
- Saved! (2004)
- Life of the Party (2005)
- Little Miss Sunshine (2006)
- Youth in Revolt (2009)
- The Fighter (2010)
- Ruby Sparks (2012)
- Hitchcock (2012)
- Alexander and the Terrible, Horrible, No Good, Very Bad Day (2014)
- Free State of Jones (2016)
- Battle of the Sexes (2017)
- Operation Finale (2018)
- Seberg (2019)
- Downhill (2020)
- King Richard (2021)

### Televisieseries
- Weeds - Afl. "You Can't Miss the Bear" (2005)
- Getting On - Afl. "Born on the Fourth of July" (2013)
- One Mississippi - Afl. "Pilot" (2015)

### Computerspellen
- Ripper (1996)